# Манфредини, Кристиан
Кристиа́н Жозе́ Манфреди́ни Сизо́стри (фр. Christian José Manfredini Sisostri; 1 мая 1975 года, Абиджан) — ивуарийский футболист, левый полузащитник. Имеет паспорт гражданина Италии.

## Карьера
Кристиан Жозе Сизостри родился в Кот-д’Ивуаре. В возрасте 4 лет его усыновила семья из Италии, от которой он получил фамилию Манфредини.
Манфредини начал карьеру в академии клуба «Ювентус», откуда он был отдан в аренду в клубы серии С1 и С2. В 1998 году Кристиан был отдан в аренду в «Козенцу», в составе которой дебютировал в серии В. На следующий год 50 % трансфера Манфредини выкупила «Дженоа», заплатившая 51 тыс. евро. В составе генуэзцев Кристиан провёл 26 матчей и забил 1 гол.
В 2000 году Манфредини перешёл в «Кьево», где составил знаменитые «крылья» команды вместе с правым полузащитником Эриберто. В первом же сезоне Кристиан помог клубу выйти в серию А. 26 августа 2001 года Манфредини дебютировал в высшем итальянском дивизионе в игре с «Фиорентиной», в которой его клуб победил 2:0. В составе клуба футболист стал лидером команды, проведя 28 матчей и забив 2 гола.
Летом 2002 года Манфредини заинтересовал клуб «Лацио», решившим купить его и одноклубника Эриберто. Позже Эриберто был дисквалифицирован за подделку документов, и в римский клуб перешёл только Манфредини. В августе сделка по переходу Кристиана была отменена, из-за отсутствия у «бьянкоселести» необходимых финансовых средств. Однако позже деньги нашлись и «Лацио» выплатил «Кьево» 2,3 млн евро за трансфер Манфредини. В составе римлян Манфередини не смог закрепиться в составе и уже в январе 2003 года, на правах аренды, перешёл в «Осасуну».
По возвращении в «Лацио» Манфредини провёл в этом клубе осень, а затем был арендован «Фиорентиной», позже «Перуджей». В 2004 году из-за неблагоприятного финансового состояния «Лацио» был вынужден продать нескольких ведущих игроков, а Манфредини возвратился в клуб. В рядах «бьянкоселести» Манфредини играл регулярно, однако не всегда попадал в стартовый состав команды. Также он забил несколько мячей за клуб, в частности поразил ворота «Вердера» в Лиге чемпионов. В сезоне 2008/2009 Манфредини вышел на поле только в 8 матчах. Летом 2009 года, по окончании сезона, Манфредини был отстранён клубом от тренировок с командой. Кристиан подал в суд на свою команду и выиграл дело: «Лацио» был вынужден выплатить игроку 80 тыс. евро и возвратить его в состав. Несмотря на то, что Кристиан числился игроком «Лацио», в сезоне 2009/2010 он не провёл за клуб ни одной игры.
16 июля 2011 года Манфредини на правах свободного агента перешёл в клуб «Самбонифачезе»..

## Международная карьера
Манфредини был кандидатом в сборную Италии, главный тренер команды Джованни Трапаттони рассматривал Кристиана как атакующего левого полузащитника. Однако в составе команды он так и не дебютировал.
В 2006 году он принял предложение сборной Кот-д’Ивуара о выступлении за эту команду. 1 марта 2006 года Кристан был вызван в состав сборной на товарищеский матч с Испанией, но остался на скамье запасных. 16 августа того же года Кристиан вновь был вызван в состав сборной на матч со сборной Сенегала, но снова остался на скамье запасных. В ноябре 2008 года Манфредини, после долгого перерыва, был вызван в состав национальной команды. Он дебютировал в сборной в товарищеской игре с Израилем.

## Достижения
- Обладатель Кубка Италии: 2009
- Обладатель Суперкубка Италии: 2009